# Гоуп (Арканзас)
Гоуп (англ. Hope) — місто (англ. city) в США, в окрузі Гемпстед штату Арканзас. Населення — 8952 особи (2020).

## Географія
Гоуп розташований за координатами 33°40′3″ пн. ш. 93°35′28″ зх. д. / 33.66750° пн. ш. 93.59111° зх. д. (33.667612, -93.591163).  За даними Бюро перепису населення США в 2010 році місто мало площу 26,31 км², з яких 26,11 км² — суходіл та 0,19 км² — водойми. В 2017 році площа становила 27,87 км², з яких 27,67 км² — суходіл та 0,20 км² — водойми.

### Клімат
| Клімат : Гоуп                                                            | Клімат : Гоуп | Клімат : Гоуп | Клімат : Гоуп | Клімат : Гоуп | Клімат : Гоуп | Клімат : Гоуп | Клімат : Гоуп | Клімат : Гоуп | Клімат : Гоуп | Клімат : Гоуп | Клімат : Гоуп | Клімат : Гоуп | Клімат : Гоуп |
| Показник                                                                 | Січ.          | Лют.          | Бер.          | Квіт.         | Трав.         | Черв.         | Лип.          | Серп.         | Вер.          | Жовт.         | Лист.         | Груд.         | Рік           |
| Абсолютний максимум, °C                                                  | 31,1          | 30,6          | 35,0          | 36,1          | 36,7          | 43,3          | 46,1          | 46,1          | 42,2          | 38,3          | 32,2          | 28,3          | 46,1          |
| Середній максимум, °C                                                    | 11,1          | 14,4          | 18,9          | 23,3          | 27,2          | 31,1          | 33,3          | 33,3          | 29,4          | 24,4          | 17,2          | 12,2          | 22,8          |
| Середній мінімум, °C                                                     | −1,1          | 0,6           | 5,0           | 8,9           | 14,4          | 18,9          | 20,6          | 20,0          | 16,1          | 9,4           | 4,4           | 0,0           | 10,0          |
| Абсолютний мінімум, °C                                                   | −22,2         | −20           | −12,8         | −3,3          | 1,7           | 7,2           | 11,7          | 10,0          | 1,1           | −3,9          | −10,6         | −16,7         | −22,2         |
| Норма опадів, мм                                                         | 106           | 101           | 126           | 124           | 124           | 103           | 96            | 89            | 103           | 115           | 150           | 129           | 1366          |
| ------------------------------------------------------------------------ | ------------- | ------------- | ------------- | ------------- | ------------- | ------------- | ------------- | ------------- | ------------- | ------------- | ------------- | ------------- | ------------- |
| Джерело: http://www.intellicast.com/Local/History.aspx?location=USAR0273 |               |               |               |               |               |               |               |               |               |               |               |               |               |

## Демографія
Згідно з переписом 2010 року, у місті мешкало 10 095 осіб у 3760 домогосподарствах у складі 2503 родин. Густота населення становила 384 особи/км².  Було 4312 помешкання (164/км²). 
Расовий склад населення:
| - 43,3 % — чорних або афроамериканців - 39,0 % — білих - 0,3 % — корінних американців - 0,2 % — азіатів - 0,1 % — вихідців з тихоокеанських островів - 14,7 % — осіб інших рас |

До двох чи більше рас належало 2,3 %. Іспаномовні складали 20,8 % від усіх жителів.
За віковим діапазоном населення розподілялося таким чином: 29,6 % — особи молодші 18 років, 57,7 % — особи у віці 18—64 років, 12,7 % — особи у віці 65 років та старші. Медіана віку мешканця становила 32,5 року. На 100 осіб жіночої статі у місті припадало 86,3 чоловіків;  на 100 жінок у віці від 18 років та старших — 80,9 чоловіків також старших 18 років.
Середній дохід на одне домашнє господарство  становив 34 479 доларів США (медіана — 24 611), а середній дохід на одну сім'ю — 41 760 доларів (медіана — 33 180). Медіана доходів становила 31 163 долари для чоловіків та 19 426 доларів для жінок. За межею бідності перебувало 34,1 % осіб, у тому числі 50,4 % дітей у віці до 18 років та 25,9 % осіб у віці 65 років та старших.
Цивільне працевлаштоване населення становило 3383 особи. Основні галузі зайнятості: освіта, охорона здоров'я та соціальна допомога — 26,2 %, виробництво — 23,3 %, мистецтво, розваги та відпочинок — 10,8 %, транспорт — 7,9 %.